# Georg Sans
Georg Sans SJ (* 1967 in Mannheim) ist ein deutscher Philosoph.

## Leben
Nach der Priesterweihe 1993 trat er 1994 in den Jesuitenorden ein. Nach dem Studium der Philosophie und Katholischen Theologie in Frankfurt Sankt Georgen und Rom wurde er 1999 zum Dr. phil. an der Humboldt-Universität zu Berlin promoviert. Nach der Habilitation zum Dr. phil. habil. an der Humboldt-Universität zu Berlin 2004 wurde er 2006 zum Professor für Geschichte der Philosophie des 19. und 20. Jahrhunderts an der Päpstlichen Universität Gregoriana ernannt. 2014 wurde er auf den Eugen-Biser-Stiftungslehrstuhl für Religions- und Subjektphilosophie der Hochschule für Philosophie München berufen.
Seine Arbeitsschwerpunkte sind die klassische deutsche Philosophie (Kant und Hegel), religiöser Glaube und philosophisches Wissen, Geschichte der Philosophie des 19. und 20. Jahrhunderts, Fragen der philosophischen Christologie und Werk und Wirken Eugen Bisers.

## Schriften
- Ist Kants Ontologie naturalistisch? Die „Analogien der Erfahrung“ in der „Kritik der reinen Vernunft“ (= Münchener philosophische Studien. Neue Folge, Band 17). Kohlhammer, Stuttgart u. a. 2000, ISBN 3-17-016617-4 (zugleich Dissertation, HU Berlin 1999).
- Die Realisierung des Begriffs. Eine Untersuchung zu Hegels Schlusslehre (= Hegel-Forschungen). Akad.-Verl., Berlin 2004, ISBN 3-05-004048-3 (zugleich Habilitationsschrift, HU Berlin 2004).
- Al crocevia della filosofia contemporanea (= Philosophia. Band 1). GBP, Rom 2010, ISBN 8878391603.
- Sintesi a priori. La filosofia critica di Immanuel Kant (= La crisalide. Band 33). GBP, Rom u. a. 2013, ISBN 8849525834.
- Philosophische Gotteslehre. Eine Einführung, Kohlhammer, Stuttgart 2018 (Grundkurs Philosophie; Bd. 23), ISBN 978-3-17-032561-6.